# Gran Maestro del Sacro Ospizio

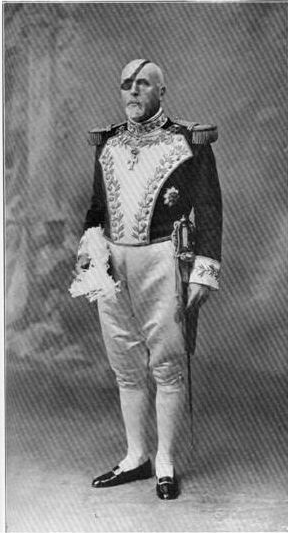
Alessandro Ruspoli, VII Principe di Cerveteri, in abito cerimoniale di Gran Maestro del Sacro Ospizio

Il Gran Maestro del Sacro Ospizio Apostolico (lat. Magister Sacri Hospitii) era un ufficio laico della Curia Romana, ed era il primo in ordine di precedenza dei quattro Camerieri Segreti di Spada e Cappa partecipanti della Corte Pontificia, carica che venne abolita con il Motu Proprio Pontificalis Domus del 1968.

## Storia
L'ufficio, noto almeno dal 1305, venne conferito da papa Martino V a favore della famiglia romana dei Conti, alleati e parenti dei Colonna, in persona di Alto, a cui rimase per quasi quattro secoli, pur non essendo espressamente ereditaria, prima nella linea dei conti di Segni, poi in quella dei duchi di Poli, fino alla loro estinzione.
Il Gran Maestro è un ciambellano privato partecipante e l'unico membro laico dell'anticamera privata nobile, nonché un ciambellano privato della spada e del mantello.
Svolgeva alte funzioni onorifiche e di rappresentanza sia all'interno del Palazzo Apostolico, dove tra l'altro era tenuto a preparare e tenere in ordine la mensa del Pontefice, dando disposizioni sia ai Camerieri sia agli Scopatori segreti, e dove era allestito un suo ampio alloggio, che durante le funzioni papali come Custode Sacri Sacelli, cioè della Cappella pontificia, ammettendo ad essa le personalità che volevano assistervi; le mansioni erano simili a quelle del Maggiordomo di Sua Santità, appannaggio però di ecclesiastici e che in seguito ne assorbì tutte le funzioni operative.
Dal 1808 con Francesco Ruspoli, III principe di Cerveteri, la famiglia Ruspoli assunse la carica di Gran Maestro del Sacro Ospizio e succedette alla famiglia Conti di Segni.

## Titolo per date
- 1621-1635 - Duca Lotario Conti, II duca di Poli e Guadagnolo
- 1635-1636 - Duca Torquato II Conti, III duca di Poli e Guadagnolo
- 1636-1652 - Duca Appio Conti, IV duca di Poli e Guadagnolo
- 1652-1688 - Duca Carlo Conti, V duca di Poli e Guadagnolo
- 1688-1724 - Duca Giuseppe Lotario Conti, VI duca di Poli e Guadagnolo
- 1724-1726 - Duca Carlo Conti, VII duca di Poli e Guadagnolo, rinuncia
- 1726-1758 - Duca Stefano Conti, VIII duca di Poli e Guadagnolo, rinuncia
- 1758-1808 - Duca Michelangelo Conti, IX duca di Poli e Guadagnolo
- 1808-1829 - Principe Francesco Ruspoli, III principe di Cerveteri
- 1829-1842 - Principe Alessandro Ruspoli, IV principe di Cerveteri
- 1842-1876 - Principe Giovanni Nepomuceno Ruspoli, V principe di Cerveteri
- 1876-1907 - Principe Francesco Maria Ruspoli, VI principe di Cerveteri
- 1907-1952 - Principe Alessandro Ruspoli, VII principe di Cerveteri (Titolo riconfermato il 26 maggio 1916)
- 1952-1968 - Principe Francesco Ruspoli, VIII principe di Cerveteri [3]